# АГ-15
АГ-15 — подводная лодка российского императорского флота проекта Holland-602F, изготовленная в США и приобретённая для Балтийского флота Российской империи. В 1916—1917 годах входила в состав Балтийского флота, активного участия в Первой мировой войне не принимала. В июне 1917 года затонула по вине экипажа, 18 человек погибло. Была поднята, повторно введена в строй. Взорвана экипажем в 1918 году при оставлении Ханко.

## История строительства
Подводная лодка АГ-15 была построена в 1915 году для КВМФ Великобритании по проекту фирмы «Electric Boat Co» на судоверфи «Barnet Yard» в Ванкувере. 18 (31) августа 1915 года приобретена АО «Ноблесснер» по заказу Морведа России. В том же году в разобранном виде доставлена морским путём во Владивосток, а оттуда по железной дороге в Петроград на Балтийский завод для достройки. Перезаложена 2 (15) апреля 1916 года. 4 (17) июня зачислена в списки кораблей Балтийского флота, 10 (23) июня включена в состав 4-го дивизиона подводных лодок. В сентябре 1916 года спущена на воду, в октябре-ноябре успешно прошла сдаточные испытания в Кронштадте, Бьёркезунде и Ревеле.
11 (24) ноября 1916 года вступила в строй.

## История службы
Военно-морской флаг был поднят на АГ-15 30 октября (12 ноября) 1916 года, ещё до официального вступления в строй, во время перехода с военным экипажем из Петрограда в Ревель. С 17 ноября лодка начала кампанию, приступила к службе и обучению личного состава, базировалась на Ревель. Зимой 1916—1917 года находилась на заводе «Ноблесснер», где на лодке устранялись выявленные недостатки.
В конце мая 1917 года успешно совершила учебный выход в море, после чего вместе с дивизионом и плавбазой «Оланд» базировалась на остров Люм.
8 (21) июня 1917 года АГ-15 затонула при совершении учебного погружения. Находившийся неподалёку минный заградитель «Ильмень» поднял из воды троих подводников, ещё один успел утонуть. Прибывшие в течение часа водолазы обнаружили лодку на глубине 27 метров. Ещё через два часа с лодки была запущена торпеда с запиской о нахождении в первом отсеке 11 человек и просьбой о помощи. Через 10 часов после аварии подводники из первого отсека под руководством старшего офицера К. Л. Матыевича-Мацеевича предприняли попытку самостоятельно покинуть лодку методом свободного всплытия — они путём частичного затопления подняли давление в отсеке, сравняв его с забортным, и смогли открыть эвакуационный люк. Шесть человек вместе с пузырём воздуха поднялись на поверхность, пятеро не смогли выйти и утонули, из поднявшихся один вскоре умер от последствий декомпрессии.
10 (23) июня 1917 года к месту аварии прибыло новейшее судно-спасатель «Волхов», 13 (26) июня 1917 года был начат подъём лодки. Из-за присасывания лодки к илистому дну спасателям пришлось размывать грунт, 16 (29) июня 1917 года АГ-15 была поднята. Из отсеков извлекли 17 погибших подводников, у четверых из них были огнестрельные ранения — заблокированные в кормовом отсеке, они предпочли быструю смерть медленной и мучительной гибели от удушья. Остальные лодки дивизиона в это время были отосланы из гавани, во избежание моральных травм от вида погибших товарищей. В итоге из находившихся на борту 26 членов экипажа АГ-15 18 человек погибли, 8 спаслись.

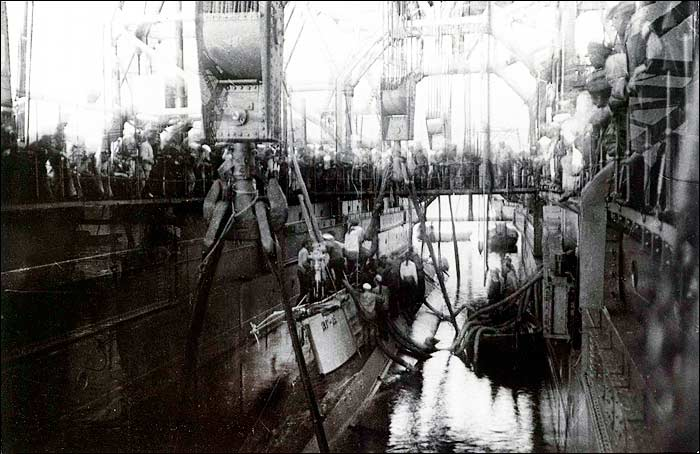
«Волхов» поднимает АГ-15

Расследование показало, что причиной затопления лодки стал открытый при погружении кормовой люк: готовивший обед кок, матрос второй статьи С. Н. Богданов, решил проветрить отсек, не поставив никого в известность об этом. Старшине отсека он доложил, что все задраено. Старший офицер собрал доклады по отсекам о готовности к погружению и рапортовал об этом командиру, отдавшему команду на срочное погружение.
22 июня (5 июля) 1917 года «Волхов» привёл поднятую лодку в Ревель, к концу июля АГ-15 была им отремонтирована и повторно введена в строй. Подъём и ремонт АГ-15 стали первым применением этого судна-спасателя по назначению.
Организовавший спасение людей из первого отсека Матыевич-Мацеевич принял командование лодкой. С октября 1917 года АГ-15 вошла в состав Красного флота, базировалась на Рогекюль (ныне деревня Рохукюла, Хаапсалу, Эстония). С декабря в походы не выходила, для зимовки перебазировалась в Ханко. 3 апреля 1918 года немцы высадили у Ханко десант в 9500 человек под командованием Рюдигера фон дер Гольца. Так как порт был заперт льдом, а ледокол отсутствовал, то команда АГ-15 чтобы избежать захвата корабля противником была вынуждена взорвать свою лодку и эвакуироваться в Гельсингфорс поездом.
В 1924 году остов АГ-15 был поднят финнами и впоследствии разделан на металл.

## В литературе
Авария АГ-15 и спасение подводников из носового отсека легла в основу одного из эпизодов повести «Подводники» А. С. Новикова-Прибоя, написанной в 1922—1923 годах. Для достижения большей реалистичности писатель даже встречался в Кронштадте с выжившими членами экипажа АГ-15 и другими участниками спасения. Согласно сюжету повести авария происходит на вымышленной подводной лодке «Мурена», а спасатель «Волхов» фигурирует в ней под именем «Мудрец».
Толчок под ногами. Лодка на дне моря. А через несколько минут в носовом отделении водворяется могильная тишина. Вопросительно смотрим друг на друга безумными глазами.
— Ничего, ничего… Не волнуйтесь… Сейчас разберемся, в чем дело…
Старший офицер старается успокоить нас, а у самого прыгают посиневшие губы.
Светло горят электрические лампочки, словно ничего не произошло. Это дает возможность хоть немного прийти в себя.
— Как это все случилось? Кто знает?

— Я, ваше благородие! — торопливо отзывается комендор Сорокин, словно от его сообщения зависит спасение лодки. — Это все Камбузный Тюлень натворил. Он жирный соус пролил на плиту. Угар пошел. Кто-то начал ругаться. Тюлень испугался, что ему от командира попадет. Взял да и открыл самолично люк над камбузом. Он, верно, думал, что лодка не скоро начнет погружаться, успеет, значит, выпустить угар.А. С. Новиков-Прибой «Подводники»

## Командиры
- июнь 1916 — январь 1917: лейтенант Дмитрий Ставрович Карабурджи[4], до назначения командовал подводной лодкой «Макрель». В 1917 году переведён на работы по постройке новых подводных лодок.
- январь-август 1917: лейтенант Михаил Михайлович Максимович[5], служивший до этого старшим офицером однотипной подводной лодки АГ-11. После аварии на АГ-15 переведён старшим офицером на эсминец «Новик».
- август 1917 — апрель 1918: лейтенант Константин Людвигович Матыевич-Мацеевич[6], старший офицер АГ-15 при М. Максимовиче, руководитель спасения из первого отсека. После возвращения из Ханко в мае 1918 года уволен со службы, с 1919 года служил в Белом флоте, командовал подводной лодкой АГ-22 и увёл её в Бизерту.